# Docudrame
Ne doit pas être confondu avec Docufiction.
Un docudrame (ou documentaire dramatique) est un film ou téléfilm dont le scénario est rigoureusement inspiré d'événements réels. Il est l'équivalent cinématographique de la reconstitution historique.

## Définition
Le docudrame, contrairement au docufiction, est une recréation fictionnelle et dramatisée d'évènements factuels, sous forme de documentaire. Ce genre est principalement prisé en Angleterre et aux États-Unis.

## Exemples

### Radio
- The March of Time (1931–45)
- The Fifth Horseman (en) (1946)

### Cinéma
- Bandits en automobile (1912)
- Native Land (1942)
- Le Faux Coupable (1956)
- The Gallant Hours (en) (1960)
- Jugement à Nuremberg (1961)
- Le Jour le plus long (1962)
- De sang-froid (1967)
- Tora ! Tora ! Tora ! (1970)
- L'Étrangleur de Rillington Place (1971)
- Les Négriers (1971)
- The Legend of Boggy Creek (en) (1972)
- Edvard Munch, la danse de la vie (1974)
- Helter Skelter (1976)
- Arnold le magnifique (1977)
- Canada's Sweetheart: The Saga of Hal C. Banks (en) (1985)
- Les Coulisses de l'exploit (Eight Men Out) (1988)
- Diên Biên Phu (1992)
- Quiz Show (1994)
- Apollo 13 (1995)
- Treize Jours (2000)
- L'Histoire du chameau qui pleure (The Story of the Weeping Camel) (2003)
- La Mort suspendue (Touching the Void) (2003)
- Krakatoa: The Last Days (en) (2006)
- The 9/11 Commission Report (2006)
- Vol 93 (2006)
- The Beckoning Silence (en) (2008)
- No Place on Earth (en) (2012)
- Soaked in Bleach (2015)
- 0-41* (en) (2016)
- Nise, le cœur de la folie (2016)
- Sachin: A Billion Dreams (en) (2017)
- American Animals (2018)
- Les Derniers Tsars (The Last Czars) (2019)
- The Other Fellow (en) (2022)
- Little Girl Blue (2023)[2]

### Télévision
- La Bataille de Culloden (1964)
- La Bombe (1966)
- Insurrection (en) (1966)
- The Missiles of October (1974)
- Death of a Princess (1980)
- Life Story (film) (en) (1987)
- Panique en plein ciel (1990)
- Hillsborough (1996)
- De la Terre à la Lune (1998)
- Bloody Sunday (2002)
- Air Crash (2003)
- DC 9/11: Time of Crisis (en) (2003)
- À la conquête de l'espace (2005)
- The Road to Guantánamo (2006)
- Nuclear Secrets (en) (2007)
- Heroes and Villains (en) (2007–2008)
- House of Saddam (2008)
- Micro Men (en) (2009)
- An Adventure in Space and Time (2013)